# RC-коло

Схема RC-кола інтегруючого типу

Реакція інтегруючого кола на фронт імпульсу напруги

Спотворення вхідного сигналу інтегруючим колом (червоний — вхідний, синій — вихідний)

Схема RC-кола диференціюючого типу

Реакція диференціюючого кола на фронт імпульсу напруги

RC-коло — електричне коло, що складається з конденсатора і резистора. При послідовному включенні — за схемою поділювача напруги — утворює диференціюючу або інтегруючу комірку.

## Інтегруюче RC-коло
Якщо вхідний сигнал подається на резистор, а вихідний знімається з конденсатора (див. рисунок), то таке коло називається колом інтегруючого типу. Назва вказує, що напруга на виході (конденсаторі) є інтегральною функцією струму заряджання конденсатора.

### Перехідний процес
Реакція кола інтегруючого типу на одиничний вхідний перепад з амплітудою V визначається наступною формулою:
{\displaystyle \,\!V_{c}(t)=V\left(1-e^{-t/RC}\right).}
Таким чином, постійна часу цього аперіодичного процесу буде дорівнювати:
{\displaystyle \tau =RC.}

### Застосування
- Нелінійний інтегратор
- Фільтр низьких частот

## Диференційне RC-коло
Якщо вхідний сигнал подається на конденсатор, а вихідний знімається з резистора (див. рисунок), то таке коло називається колом диференцюючого типу. Назва вказує, що напруга на виході (резисторі), а значить і пропорційний цій напрузі струм через резистор є функцією напруги, прикладеної до конденсатора.

### Перехідний процес
При включенні RC-кола за диференційною схемою реакція кола на одиничний вхідний перепад з амплітудою V визначається формулою:
{\displaystyle \,\!V_{c}(t)=Ve^{-t/RC}.}т

### Застосування
- Нелінійний диференціатор
- Фільтр високих частот